# Панеттієрі
Панеттієрі (італ. Panettieri, сиц. Panettieri) — муніципалітет в Італії, у регіоні Калабрія, провінція Козенца.
Панеттієрі розташоване на відстані близько 460 км на південний схід від Риму, 23 км на північний захід від Катандзаро, 32 км на південний схід від Козенци.
Населення — 352 особи (2014).
Щорічний фестиваль відбувається 2 липня. Покровитель — Карло Борромео (San Carlo Borromeo).

## Демографія
Населення за роками:

Станом на 1 січня 2023 року в муніципалітеті офіційно проживало 5 іноземців з 3 країн, серед них 1 громадянин України.

## Сусідні муніципалітети
- Б'янкі
- Карлополі
- Сорбо-Сан-Базіле